# Dorcas Shola Fapson
Dorcas Shola Fapson est une artiste et présentatrice originaire du Nigeria. Elle s'est distinguée grâce à son interprétation marquante du personnage de Sophie dans Shuga de MTV,,. En 2020, elle réintègre brillamment l'univers de Shuga pour aborder les enjeux de Coronavirus, contribuant ainsi à une production filmique d'envergure impliquant plusieurs nations africaines[Quoi ?].

## Biographie
Fapson est née à Londres dans les années 1990 . Sa mère est décédée quand elle avait 14 ans et elle a obtenu son premier diplôme en criminologie en Angleterre. Elle a ensuite étudié le théâtre à New York.
Elle a joué le rôle de "Sophie" , dans la troisième saison de la série MTV Shuga, tout en animant également "The Juice", une série d'interviews diffusée sur NdaniTV.
Dans la série 3 de MTV Shuga, elle a incarné le rôle de "Sophie", puis elle est réapparue en tant qu'experte médicale dans la mini-série intitulée MTV Shuga Alone Together, abordant les défis liés au coronavirus en 2020. Cette série, scénarisée par Tunde Aladese, a été diffusée sur plusieurs plateformes, dont certaines des  Nations Unies . L. Tournant au Nigeria, en Afrique du Sud, au Kenya et en Côte d'Ivoire, l'histoire évoluait à travers des conversations en ligne entre les personnages. Un élément remarquable était que les acteurs ont réalisé tout le tournage eux-mêmes, parmi lesquels Mohau Cele, Lerato Walaza, Sthandiwe Kgoroge, Uzoamaka Aniunoh, Mamarumo Marokane et Jemima Osunde.

## Filmographie
- 2017 : Le fantôme de Banana Island [9]
- 2017 : Ma femme et moi
- 2019 : L'Essence
- 2022 : Homme de Dieu
- 2022 : L'arrangement parfait

### Télévision
- Shuga (saison 3) : Shuga Naija (2013-2014, 2020)
- Agitation (2016-2018)
- Château & Château (2019-2021)